# 융가이

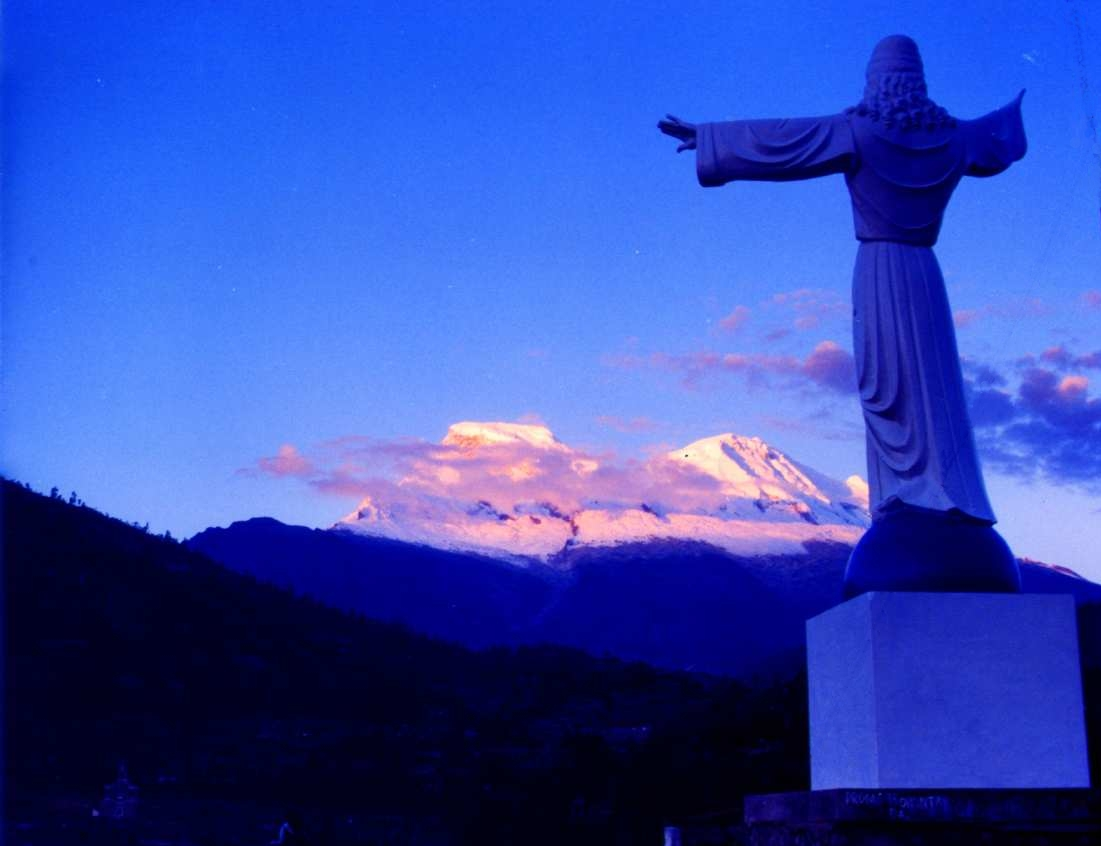
융가이

융가이(스페인어: Yungay)는 페루 중북부 앙카시 주에 위치한 도시로 높이는 2,335m, 인구는 약 10,000명(2007년 기준)이다. 안데스산맥에 위치하며 수도 리마에서 북쪽으로 450km 정도 떨어진 곳에 위치한다.